# Stora Ärtasjön
Stora Ärtasjön är en sjö i Bollebygds kommun och Borås kommun i Västergötland och ingår i Viskans huvudavrinningsområde. Sjön är 12,7 meter djup, har en yta på 0,0919 kvadratkilometer och befinner sig 170,1 meter över havet. Sjön avvattnas av vattendraget Surtan.

## Delavrinningsområde
Stora Ärtasjön ingår i det delavrinningsområde (639538-131162) som SMHI kallar för Ovan Surtan. Medelhöjden är 148 meter över havet och ytan är 39,72 kvadratkilometer. Det finns inga avrinningsområden uppströms utan avrinningsområdet är högsta punkten. Surtan som avvattnar avrinningsområdet har biflödesordning 2, vilket innebär att vattnet flödar genom totalt 2 vattendrag innan det når havet efter 65 kilometer. Avrinningsområdet består mestadels av skog (86 %). Avrinningsområdet har 1,45 kvadratkilometer vattenytor vilket ger det en sjöprocent på 3,6 %.